# カイマン (潜水艦)
カイマン (USS Caiman, SS-323) は、アメリカ海軍の潜水艦。バラオ級潜水艦の一隻。艦名はワニの一種、アリゲーター科カイマン亜科に属する6種のワニにちなんで命名された。

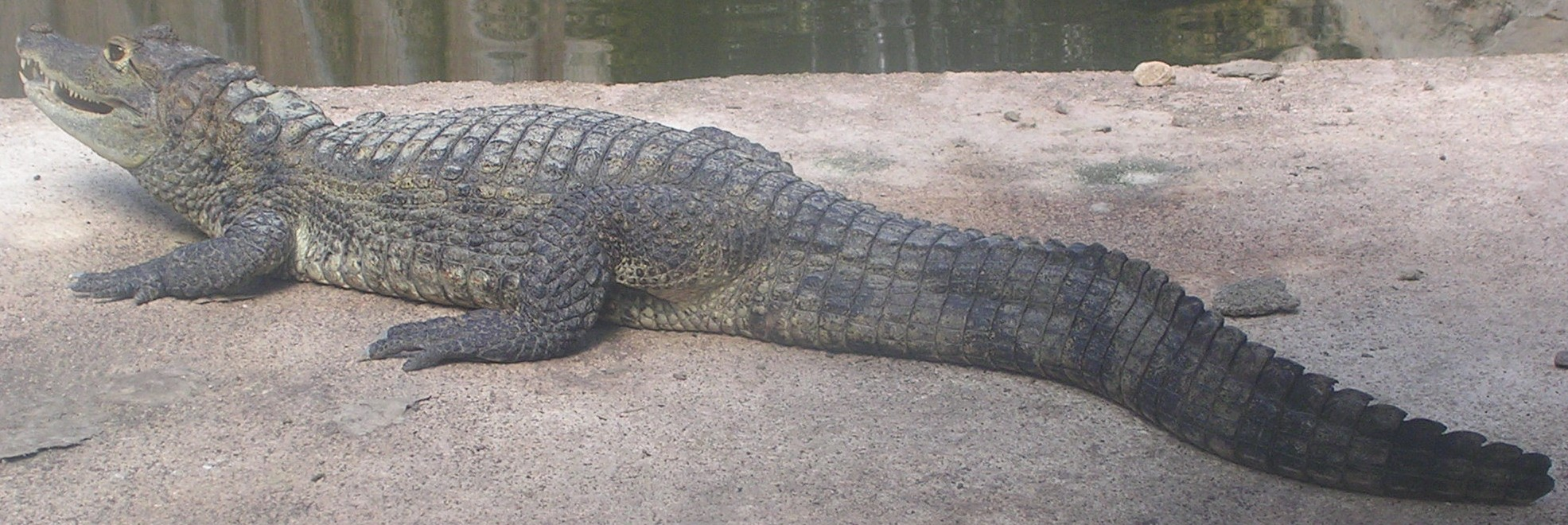
メガネカイマン（Spectacled caiman）

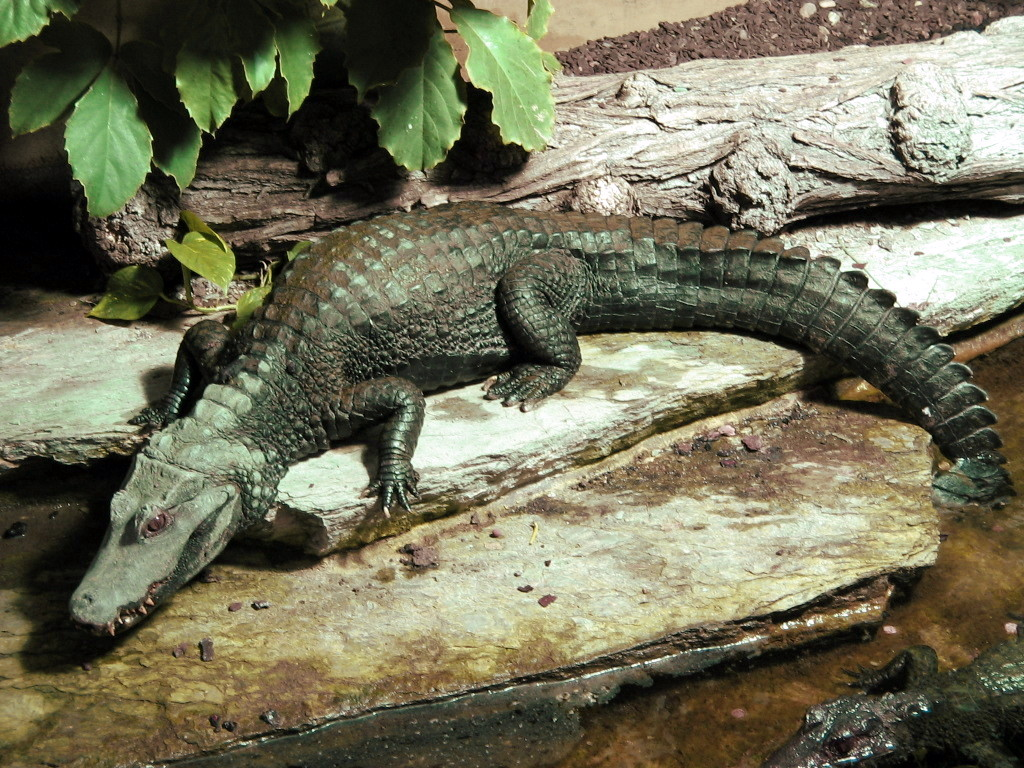
コビトカイマン（Cuvier's dwarf caiman）

## 艦歴
カイマンは当初キツネアマダイ科のスペイン語総称に因みブランキーオ (Blanquillo) の艦名で建造予定であったが、1942年9月24日に改名された。1943年6月24日にコネチカット州グロトンのエレクトリック・ボート社で起工した。1944年3月30日にR・C・ボンジュール夫人によって命名、進水し、7月17日に艦長ジョン・B・アズアー中佐（アナポリス1930年組。元ホエール (USS Whale, SS-239) 艦長）の指揮下就役する。その後、カイマンは真珠湾に回航された。

### 哨戒
11月13日、カイマンは最初の哨戒で南シナ海に向かった。ところが、経由地のサイパン島に向かう途中でアズアー艦長が体調を崩し、サイパン島に到着後艦長が急遽交代。フレデリック・C・ルーカス・ジュニア（アナポリス1930年組）が艦長代行となった。カイマンは哨戒および友軍機パイロットの救助任務に当たった。アメリカ軍の潜水艦および航空機による攻撃で、日本の船団の行動は大幅に縮小されていたが、それでもフィリピンに対する輸送活動が続いていた。しかし、カイマンはこの哨戒で敵艦と遭遇することはなかった。1945年1月22日、カイマンは62日間の行動を終えてフリーマントルに帰投。サイパン島出撃以来空席だった艦長のポストには、ウィリアム・L・フェイ・ジュニア（アナポリス1937年組）が着任した。
2月18日、カイマンは2回目の哨戒で南シナ海およびタイランド湾に向かった。この哨戒でも敵艦との遭遇はなかったが、3月2日には北緯02度20分 東経104度46分 / 北緯2.333度 東経104.767度の地点で緑十字船阿波丸（日本郵船、11,249トン）を発見した。4月6日、カイマンは48日間の行動を終えてスービック湾に帰投した。
4月28日、カイマンは3回目の哨戒で南シナ海に向かった。6月11日、カイマンは北緯01度00分 東経108度54分 / 北緯1.000度 東経108.900度の地点で2隻の小型スクーナーを撃沈した。日本軍がスクーナーを使用していたことは、近代的な船舶の殆どが失われていたことを表していた。6月27日、カイマンは62日間の行動を終えてフリーマントルに帰投した。
7月22日、カイマンは4回目の哨戒でジャワ海方面に向かった。この哨戒では通常の哨戒に加え、3つの危険な特別任務、ジャワ方面やセレベス島への特別任務部隊の上陸および撤収を行った。カイマンは8月10日にスクーナー1隻を撃沈した他、8月3日にセレベス島ケンダリ近辺に特別任務部隊を上陸させ、8月9日にはジャワ海に浮かぶセカラ島にも特別任務部隊を上陸させた。8月19日、カイマンは28日間の行動を終えてスービック湾に帰投した。
カイマンは4度の哨戒の内第4回が成功と見なされた。カイマンは第二次世界大戦の戦功で2個の従軍星章を受章した。

### 戦後
スービック湾を後にして西海岸に向かったカイマンは、1946年にはサンディエゴ、グアムおよび真珠湾から活動を行った。1947年にはシアトルを出航し北極圏へ巡航した。その後はシアトルを拠点とし、予備役訓練艦として活動する。1951年4月23日にメア・アイランド海軍造船所でGUPPY改修が開始される。その後真珠湾とサンディエゴを拠点として、カイマンは18ヶ月の間隔で沿岸での活動と極東での艦隊訓練を交互に行った。1957年の巡航では、日本、フィリピンに加えてオーストラリアのブリスベンを訪問した。
その後、カイマンは1972年6月30日に退役、同日除籍され、相互防衛援助計画の下トルコに売却された。1972年8月23日にトルコに到着し、翌日ドゥムルプナル (TCG Dumlupınar, S 339) として就役した。同名の潜水艦としては3隻目であった。ドゥムルプナルはダーダネルス海峡でロシアの貨物船 Szik Vovilov と衝突した。場所は先代のドゥムルプナル (TCG Dumlupinar) が失われた地点からちょうど28海里北の海域であった。幸いにも乗組員は艦を浅瀬に座礁させることができたため、それ以上の被害を防ぐことができた。船体はその後、回収・修理された後、Ceryan Botu (Y-1247) と改名され、1986年9月15日に退役するまでギョルジュク海軍工廠で充電艇として使用された。